# أندي روني
أندي روني (بالإنجليزية: Andy Rooney) (و. 1919 – 2011 م) هو مراسل عسكري، وكاتب سيناريو، وصحفي، وكاتب أمريكي، ولد في ألباني، نيويورك، توفي في نيويورك، عن عمر يناهز 92 عاماً.

## التعليم
تعلم في جامعة كولجيت.

## الخدمة العسكرية
خدم في القوات البرية للولايات المتحدة.

## جوائز
حصل على جوائز منها:
- ميدالية النجمة البرونزية
- نوط الجو.

## وصلات خارجية
- أندي روني على موقع IMDb (الإنجليزية)
- أندي روني على موقع الموسوعة البريطانية (الإنجليزية)
- أندي روني على موقع أول موفي (الإنجليزية)
- أندي روني على موقع إن إن دي بي (الإنجليزية)
- أندي روني على موقع قاعدة بيانات الفيلم (الإنجليزية)